# Deutsche Meisterschaft (Eisstockschießen)
Die deutschen Meisterschaften im Eisstockschießen finden bei den Herren seit 1926, bei den Damen seit 1956 statt.

## Beschreibung
Die deutschen Meisterschaften unterteilen sich dabei in die Disziplinen: Mannschaftswettbewerb, Zielschießen und den Weitenwettbewerb. Ausgetragen werden die Meisterschaften sowohl auf Eis, als auch auf Asphalt (Sommermeisterschaften). Für die Meisterschaften auf Eis ist eine Qualifikation erforderlich, die über regionale Meisterschaftsturniere erfolgt.

In der Meisterschaftsstatistik wird ein deutliches Nord-Süd-Gefälle erkennbar. Fast ausschließlich dominieren Teams aus dem Süden der Republik, Titelgewinne für den norddeutschen Raum sind absolute Ausnahme. Dies gelang bei den Damen 1957. 1959 und 1963 dem Altonaer SV bzw. dem Hamburger SC. Ansonsten beherrschen bayerische Vertreter die Meisterschaften, besonders bei den Herren der EC Grub.
Neben der deutschen Meisterschaft, gilt der Deutsche Pokal (Eisstockschießen) als das bedeutendste Vereinsturnier auf nationaler Ebene.